# Ataque al tren Abuya-Kaduna
El ataque al tren Abuya-Kaduna ocurrió el 28 de marzo de 2022 cuando un tren que cubría la ruta Abuya-Kaduna fue atacado en Katari, estado de Kaduna, Nigeria. En respuesta la Nigeria Railway Corporation (NRC) detuvo brevemente las operaciones a lo largo de la ruta.

## Incidente
Alrededor de las 7:45 pm, cientos de pasajeros que viajaban hacia el norte en su camino hacia el noroeste de Nigeria fueron secuestrados en Katari, estado de Kaduna, mientras que otros resultaron muertos y heridos por bandidos que bombardearon un tren Abuya-Kaduna.
Aproximadamente 970 pasajeros estaban a bordo, y varios pueden haber sido secuestrados en el monte por los bandidos merodeadores que llegaron en motocicletas con armas de fuego y otras armas mortales, según un pasajero que escapó del ataque.
El tren salió de la estación Idu de Abuya a las 6 pm y estaba programado para llegar a la estación de tren Rigasa de Kaduna a las 8 pm. Según relatos de testigos presenciales, el tren fue bombardeado dos veces antes de que los bandidos armados abrieran fuego contra los pasajeros. Aunque 26 pasajeros fueron declarados oficialmente desaparecidos, a partir del 4 de abril, más de 150 pasajeros aún no se han encontrado.

## Víctimas
Al menos ocho personas murieron, incluido Amin Mahmoud, líder juvenil del partido gobernante Congreso de Todos los Progresistas (APC), Tibile Mosugu, un abogado en ascenso e hijo del ministro de defensa de Nigeria, y el abogado Musa Lawal- Ozigi, secretario general del partido Congreso de Sindicatos (TUC). Más de 65 personas fueron secuestradas. A la semana siguiente, los secuestradores liberaron a un empresario, y 11 cautivos más fueron liberados en junio.
Megafu Chinelo, una doctora, fue declarada muerta horas después de que dijera en Twitter que le habían disparado en el tren con destino a Kaduna. En un comunicado emitido el 28 de marzo de 2022, la Asociación Médica de Nigeria (NMA) verificó esto. Chinelo tuiteó poco después de que el tren de Abuya a Kaduna fuera atacado por terroristas: "Estoy en el tren, me han disparado. Por favor oren por mí" .

## Otros ataques recientes
El incidente ocurrió en el contexto más amplio del conflicto de bandidos nigerianos, y tuvo lugar dos días después de una incursión de bandidos en el aeropuerto de Kaduna, en la que dos miembros del personal de la Agencia de Gestión del Espacio Aéreo de Nigeria (NAMA) fueron asesinados y varios otros trabajadores fueron secuestrados. En octubre de 2021, la NRC suspendió las operaciones en la ruta por primera vez por el mismo motivo.

## Repercusiones
Después del ataque, la Fuerza Aérea de Nigeria realizó incursiones en el bosque en la frontera entre el estado de Níger y el estado de Kaduna, matando a "no menos de 34 terroristas", según The Guardian.
Las autoridades gubernamentales dijeron más tarde que la inteligencia y las investigaciones de las fuerzas de seguridad apuntaban a un "apretón de manos profanas" de bandidos que cooperaban con grupos insurgentes yihadistas como Boko Haram que se sospechaba que habían llevado a cabo el ataque, analizando videos de rehenes y declaraciones de los atacantes como prueba. El académico de la Universidad de Lagos, John Barnett, dijo que si bien creía que los bandidos habían llevado a cabo el ataque, "el uso de explosivos... puede indicar alguna colaboración yihadista, quizás con elementos de Ansaru".